# NGC 4050
NGC 4050 ist eine Balken-Spiralgalaxie vom Hubble-Typ SBab im Sternbild Rabe am Südsternhimmel. Sie ist schätzungsweise 72 Millionen Lichtjahre von der Milchstraße entfernt.
Das Objekt wurde am 31. Dezember 1785 von Wilhelm Herschel entdeckt.